# Tauno Luiro
Tauno Johannes Luiro (* 24. Februar 1932 in Rovaniemi; † 29. Oktober 1955 ebenda) war ein finnischer Skispringer.
Luiro, der für den Ounasvaaran Hiihtoseura startete, sprang am 2. März 1951 mit 139 m in Oberstdorf Weltrekord. Dieser hielt sich bis 1961. 1951 wurde Luiro der erste Skispringer, der nicht aus Norwegen kam und das Springen auf dem Holmenkollbakken in Oslo gewinnen konnte.
Bei den Olympischen Winterspielen 1952 in Oslo wurde er auf der Großschanze 18. Anschließend belegte er bei der Skiflugwoche 1952 in Oberstdorf noch den 4. Platz in der Gesamtwertung. Am 29. Oktober 1955 starb der bereits seit Jahren unter Diabetes mellitus leidende Luiro an einer Lungen-Tuberkulose in seiner Heimat Rovaniemi.

## Erfolge

### Schanzenrekorde
| Ort        | Land        | Weite               | aufgestellt am | Rekord bis       |
| ---------- | ----------- | ------------------- | -------------- | ---------------- |
| Oberstdorf | Deutschland | 139,0 m (HS: 225 m) | 2. März 1951   | 24. Februar 1961 |